# Mark Taper Forum
Il Mark Taper Forum è un teatro di Los Angeles.

## Storia
Il Mark Taper Forum fu inaugurato nel 1967 e per i suoi primi 38 anni Gordon Davidson ne fu direttore artistico.
Nel 2007 il teatro è stato interamente ristrutturato e ha riaperto l'anno successivo dopo un investimento pari a 30 milioni di dollari. La capacità della platea fu ridotta da 745 a 739 posti.
Nel corso della sua storia le scene del Mark Taper Forum sono state calcate da importanti star di Hollywood e il teatro ha ospitato le prime mondiali di opere teatrali e musical di grande successo, tra cui Prima dell'ombra (1975), Figli di un dio minore (1979), Burn This (1987), Angels in America (1992), QED (2001), Gem of the Ocean (2002) e 13 (2007). Gli allestimenti del teatro hanno vinto cinque Tony Award, il massimo riconoscimento del teatro statunitense.
Il teatro inoltre ha prodotto i primi allestimenti statunitensi di opere teatrali europee di successo, tra cui Our Country's Good (1989) e Scene da un'esecuzione (1992), oltre che le prime messe in scena della West Coast di Vecchi tempi (con Faye Dunaway, 1972), La duchessa di Amalfi (1975), I mostri sacri (1977), A Soldier's Play (1982), Master Class (1995), Skylight (1997) e Copenaghen (2001).

## Allestimenti notevoli
- I diavoli di John Whiting, regia di Gordon Davidson, con Frank Langella (1967)
- Otello di William Shakespeare, regia di John Berry, con James Earl Jones e Jill Clayburgh (1971)
- Macbeth di William Shakespeare, regia di Peter Wood, con Vanessa Redgrave (1975)
- Prima dell'ombra di Michael Cristofer, regia di Gordon Davidson (1977)
- La tempesta di William Shakespeare, regia di John Hirsch, con Anthony Hopkins (1979)
- Figli di un dio minore di Mark Medoff, regia di Gordon Davidson, con Phyllis Frelich (1979)
- Le piccole volpi di Lillian Hellman, regia di Austin Pendleton, con Elizabeth Taylor (1981)
- A Soldier's Play di Charles Fuller, regia di Douglas Turner Ward, con Denzel Washington (1982)
- Frankie and Johnny in the Clair de Lune di Terrence McNally, regia di Paul Benedict, con Kathy Bates (1992)
- Angels in America: Perestroika di Tony Kushner, regia di Oskar Eustis e Tony Taccone (1992)
- Seven Guitars di August Wilson, regia di Lloyd Richards, con Viola Davis (1996)
- Atti osceni - I tre processi di Oscar Wilde, testo e regia di Moisés Kaufman, con Michael Emerson (1998)
- Hughie di Eugene O'Neill, regia di Al Pacino, con Al Pacino (1999)
- Amadeus di Peter Shaffer, regia di Peter Hall, con David Suchet e Martin Sheen (1999)
- Il giardino dei ciliegi di Anton Čechov, regia di Sean Mathias, con Annette Bening (2006)
- Il tenente di Inishmore di Martin McDonagh, regia di Wilson Milam, con Chris Pine (2010)
- 33 Variations, scritto e diretto da Moisés Kaufman, con Jane Fonda (2011)